# Бастианич, Джо
Джозеф «Джо» Бастианич (англ. Joseph "Joe" Bastianich; род. 17 сентября 1968, Астория, штат Нью-Йорк) — американский ресторатор, вместе со своей матерью Лидией Бастианич и известным шеф-поваром Марио Батали владеет тридцатью успешными ресторанами по всему миру, включая Babbo и Del Posto в Нью-Йорке, Carnevino в Лас-Вегасе, а в 2010 открыл знаменитые в Лос-Анджелесе закусочные Pizzeria и Osteria Mozza в Сингапуре. Ранее в том же году трио объединилось с Оскаром Фаринетти и открыло крупнейший в мире рынок продуктов и вина Eataly в Нью-Йорке, а в 2013 — в Чикаго. Также принимал участие  в шоу Мастер-шеф и Мастер-шеф Дети
С 2011 года участвовал в проекте «Лучший повар Америки» (телеканал Fox) в течение 5 сезонов в качестве члена жюри. Вернулся в качестве соведущего в 9 сезоне (2018 год).